# Platysace dissecta
Platysace dissecta är en flockblommig växtart som först beskrevs av George Bentham, och fick sitt nu gällande namn av C.Norman. Platysace dissecta ingår i släktet Platysace och familjen flockblommiga växter. Inga underarter finns listade i Catalogue of Life.